# 欧陆风云V
《欧陆风云V》是由Paradox Tinto开发，Paradox Interactive发行的大战略游戏，是2013年《欧陆风云IV》的续作。本作于2025年5月8日正式公布，将于11月5日发售。

## 游戏玩法
本作允许玩家控制任意一个国家并引导它穿越从 1337 年开始的世界历史。通过引入类似《维多利亚3》的人口和经济系统，进一步加强了游戏在策略玩法上的深度。

## 开发
本作由位于西班牙巴塞罗那的Paradox Tinto工作室于2020年起开发，开发中代号为“凯撒计划”（英語：Project Caesar）。